# Scelolyperus lecontii
Scelolyperus lecontii är en skalbaggsart som först beskrevs av George Robert Crotch 1873.  Scelolyperus lecontii ingår i släktet Scelolyperus och familjen bladbaggar. Inga underarter finns listade i Catalogue of Life.